# Siagona jenissoni
Siagona jenissoni (лат.) — вид жесткокрылых из семейства жужелиц подсемейства Siagoninae.

## Распространение
Обитают в южной части Испании, в Португалии и на побережье Марокко.

## Описание
Длина тела достигает 15—17 мм. У самцов вертлуги более длинные, чем у самок. Крылья короткие. На переднегруди имеется стридуляторный орган.

## Биология
Живут в трещинах в земле. Большую часть жизни проводят в темноте. Являются ночными охотниками на муравьев.